# 我为相亲狂
《我为相亲狂》，是一部爱情喜剧电影，以现代都市男女在相亲中的各种奇葩遭遇为背景，讲述了因相亲所引发的一系列夸张有趣的故事。2013年4月在上海市拍摄，于2013年11月1日上映。

## 演员
| 演員   | 角色   | 简介 |
| 韩 雪  | 白晶晶 | 外企创意部总监。 性格坚毅，行事利落，事业一帆风顺，情场却不怎么如意。                                         |
| 杜海涛 | 童 军  | 医院行政人员 做事富有条理，懂得防患于未然。遇见啾啾后，深受其不按常理出牌的个性吸引，最后成功掳获啾啾的芳心。 |
| 李佳航 | 赵 帅  | 赵氏集团接班人 表面玩世不恭，举止荒唐，实则目光犀利                                                           |
| 谢依霖 | 啾 啾  | 编导专业学生 个性张扬，举止出位，有着假小子的帅气。                                                           |
| 冯铭潮 | 江小鱼 | IT企业编程员 戴黑框眼镜，头发凌乱，不修边幅。                                                                 |